# Mister Olympia 1971
El Mister Olympia 1971 fue la 7.ª edición de la competición profesional de fisicoculturismo, organizada por la Federación Internacional de Fisicoculturismo.
La gala del certamen fue celebrada por primera vez en el extranjero, en París, Francia, el 25 de septiembre en el Maison de la Mutualité. El evento fue promocionado por Joe Weider y el culturista francés Serge Nubret, quien para ese entonces ejercía como vicepresidente de la IFBB.

## Desarrollo
La competencia fue una decepción para muchos porque tres de sus cuatro competidores fueron descalificados antes del evento, dejando a Arnold Schwarzenegger como ganador del concurso sin oposición. Fue la primera vez que la Federación Internacional de Fisicoculturismo (IFBB) excluyó a los concursantes de cualquiera de sus eventos. El esfuerzo de la IFBB por lograr que el culturismo estuviera representado en los Juegos Olímpicos de 1976 requirió que la organización hiciera cumplir su constitución para darle paridad con otras organizaciones atléticas internacionales oficiales. Sergio Oliva fue descalificado de participar en el Olympia porque compitió en un concurso no sancionado (NABBA Mr. Universe). Roy Callender y Franco Columbu fueron descalificados del IFBB Mr. Universe (celebrado simultáneamente con el Olympia) por participar también en competicioness no sancionadas. «Para que el culturismo se convierta en un evento de los Juegos Olímpicos, debe tener una división amateur y debe tener reglas y regulaciones que especifiquen quién es elegible o no para competir en categorías amateur y profesional», insistió el presidente de la IFBB, Ben Weider, en el discurso inaugural de la competencia.

## Ganador
El ganador de la séptima gala volvió a ser Arnold Schwarzenegger, este sería su segundo máximo logro como fisicoculturista profesional; el austriaco venía de ganar su primer torneo en la edición de 1970, después de vencer a su máximo rival, el cubano Sergio Oliva. Schwarzenegger recibió un trofeo por parte de Joe Weider que le acreditaba como campeón del torneo, además ganó un cheque por 1000 dólares.
A pesar de que todos los competidores fueron descalificados por participar en otros torneos, tanto a Sergio Oliva como el italiano Franco Columbo, se les permitió posar en la competición.
| Posición      | Culturista            |
| ------------- | --------------------- |
| 1             | Arnold Schwarzenegger |
| Descalificado | Sergio Oliva          |
| Descalificado | Franco Columbu        |
| Descalificado | Roy Callender         |